# Diuris aequalis
Diuris aequalis là một loài thực vật có hoa trong họ Lan. Loài này được F.Muell. ex Fitzg. mô tả khoa học đầu tiên năm 1876.